# Offenbach (Main) Hauptbahnhof
Offenbach (Main) Hauptbahnhof is een spoorwegstation in de Duitse plaats Offenbach am Main.  Het station werd in 1873 geopend. 